# Bistum Barretos
Das Bistum Barretos (lateinisch Dioecesis Barretensis, portugiesisch Diocese de Barretos) ist eine in Brasilien gelegene römisch-katholische Diözese mit Sitz in Barretos im Bundesstaat São Paulo. 

## Geschichte
Das Bistum Barretos wurde am 14. April 1973 durch Papst Paul VI. aus Gebietsabtretungen des Erzbistums Ribeirão Preto und des Bistums Jaboticabal errichtet. Es wurde dem Erzbistum Ribeirão Preto als Suffraganbistum unterstellt.
Am 22. Mai 2025 wurde das Bistum als Suffraganbistum dem Erzbistum São José do Rio Preto unterstellt.
Innerhalb der Brasilianischen Bischofskonferenz gehört das Bistum zur Region Süd I (Subregion Ribeirão Preto II).

## Bischöfe von Barretos
- José de Matos Pereira CMF, 1973–1976
- Antônio Maria Mucciolo, 1977–1989, dann Erzbischof von Botucatu
- Pedro Fré CSsR, 1989–2000
- Antônio Gaspar, 2000–2008
- Edmilson Amador Caetano OCist, 2008–2014
- Milton Kenan Júnior, seit 2014